# خرچنگ ویولن‌زن
خرچنگ ویولن‌زن نوعی خرچنگ کاونده (نقب‌زن) کوچک است که در جنس نر آن یک چنگ بسیار بزرگ‌تر از دیگری است.
خرچنگ ویولن‌زن (نام علمی سرده: Uca) نیمه‌خشکی‌زی است که نزدیک به ۱۰۰ گونه دارد و همگی کوچک‌جثه هستند.
خرچنگ‌های ویولن‌زن در کرانه‌های دریاها و در نواحی گلی بین جزرومدی زندگی می‌کنند و در مرداب‌ها و باتلاق‌ها نیز یافت می‌شوند.
نام ویولن‌زن (گاه ساززَن) به این خاطر به آن‌ها اطلاق شده که با چنگ‌های خود حرکاتی می‌کنند که به نواختن ویولن شباهت دارد. این حرکات چنگ آن‌ها حالت صدا زدن کسی با دست را نیز دارد و به این خاطر به آن‌ها خرچنگ‌های صدازن هم گفته‌اند.
مانند تمامی خرچنگ‌ها، خرچنگ‌های ویولن‌زن نیز در جریان رشد پوست‌اندازی می‌کنند. اگر در دوره اول زندگی پا یا چنگی را از دست داده باشند این اندام ازدست‌رفته در چرخه جدید زندگی پس از پوست‌اندازی دوباره می‌روید. اگر خرچنگ ویولن‌زن نر، چنگ بزرگ خود را از دست بدهد، در چرخه جدید این چنگ در نقطه مخالف چنگ قبلی می‌روید.
خرچنگ‌های ویولن‌زنی که به تازگی پوست‌اندازی کرده‌اند پوسته‌ای نرم دارند و بنابراین بسیار آسیب‌پدیرند. آن‌ها در این دوره سعی زیادی در خلوت‌گزینی و گوشه‌نشینی دارند تا از آسیب‌ها به‌دور بمانند.